# 인베니아
인베니아(Invenia Co., Ltd.)는 대한민국의 디스플레이 패널 제조 장비 기업이다. 본사는 경기도 파주시 문산읍 돈유3로 55 (선유리1373-7)에 위치해 있으며 대표이사는 구동범이다.

## 사업
건식 식각 장비(Dry etcher), 플라즈마 열처리기(PlasmaTreatment), 열가압 합착기(Align & Hot Press System) 등의 LCD/OLED 제조 장비를 개발 및 제조한다 차세대 디스플레이 제조에 필수적인 핵심 장비를 개발하고 생산하는 기술
을 보유하고 있다

## 같이 보기
- 도쿄일렉트론
- LG디스플레이

## 참고문헌
1. ↑  정유현, 호재에도 힘 못받는 인베니아, 시총 회복 가능할까, 더벨, 2023-12-29
2. ↑  인베니아 수주공시 - 디스플레이 장비 이전 및 설치 용역 206.8억원 (매출액대비 36.4%), 한국경제,2023년 12월 19일
3. ↑  이형진, 한국IR협의회 기술분석보고서-인베니아, 2021.04.08.[깨진 링크(과거 내용 찾기)]
4. ↑  인베니아, '10.5세대 대응' ICP 건식 식각장비 개발, 디일렉, 2021-05-12
5. ↑  인베니아, 美정부 中디스플레이 제재 가능성에 급등 굿모닝경제 2025-03-19